# Aleš Kotalík
Aleš Kotalík (* 23. prosince 1978, Jindřichův Hradec) je bývalý český lední hokejista, odchovanec Jindřichova Hradce.

## Vzdělání, rodina
Aleš Kotalík je synem Viktora Kotalíka, jindřichohradeckého stomatologa, a má tři bratry – Adama, Václava a Viktora. Vystudoval gymnázium J. V Jirsíka. Od roku 2010 byla jeho partnerkou Barbora Zapletalová, modelka a finalistka Miss ČR 2005. V roce 2011 se s přítelkyní přestěhovali do nového rodinného domu v Šindlových Dvorech na předměstí Českých Budějovic, jehož stavbě se věnoval několik let. Dne 27. července 2013 měli Kotalík se Zapletalovou svatbu na zámku Hluboká.

## Hráčská kariéra
Kotalík začínal s hokejem v rodném Jindřichově Hradci. Teprve v dorostu přestoupil do Českých Budějovic. Zde také již poprvé nastoupil za mužstvo mužů. Na konci první sezony nasbíral 16 kanadských bodů. Na mistrovství světa v ledním hokeji hráčů do 20 let hraném v roce 1998 ve Finsku patřil v českém mužstvu se třemi vstřelenými góly ke dvěma jeho nejlepším střelcům, ale na zisk medaile to nestačilo. Na základě zde předvedených výkonů ho draftovalo Buffalo Sabres na celkově 164. místě. Avšak za Buffalo si zahrál až v sezoně 2001–2002. V NHL odehrál 9 sezón, 542 zápasů, v nichž si připsal 136 gólů a 148 přihrávek a v playoff přidal 34 zápasů, 6 branek a 9 asistencí, z toho za Buffalo Sabres odehrál sedm sezón, 456 zápasů, ve kterých nasbíral 255 bodů. V roce 2006 přišla nominace na olympijské hry a roku 2008 na mistrovství světa. Dne 4. března 2009 byl vyměněn do týmu Edmonton Oilers za druhé kolo draftu v roce 2009. V Edmontonu dohrál sezónu s 19 zápasy, ve kterých nasbíral 11 bodů, ale tým se neprobojoval do playoff. Dne 9. července 2009 podepsal tříletou smlouvu s týmem New York Rangers, kde si vydělal 3 milióny dolarů. V Rangers odehrál 45 zápasů, poté byl společně s Chrisem Higginsem vyměněn do týmu Calgary Flames za Olliho Jokinena a Brandona Prusta. V Calgary dohrál sezónu, ve které se mu moc nedařilo – ve 26 zápasech nasbíral jenom 5 bodů. V následující sezóně vynechal začátek kvůli zraněnému kolenu a do sestavy Flames se vrátil až v prosinci, ale opět se mu nedařilo a nezískal žádný bod za sedm odehraných zápasů. Na konci prosince ho trenér Brent Sutter nejprve poslal na tribunu a později ho poslal na farmu American Hockey League do týmu Abbotsford Heat. V létě 2011 přestoupil z Calgary do Buffala, kde měl na sezonu kontrakt na tři miliony dolarů, ale po přípravném kempu ho Sabres zařadili na listinu volných hráčů, neboť se potřebovali dostat s platovým stropem pod povolenou hranici. Jelikož si ho nikdo nevybral, byl poslán spolu s obráncem Shaonem Morrisonnem na farmu. To Kotalík odmítl a začal dojednávat svůj návrat do českobudějovického Mountfieldu, za nějž poprvé nastoupil 7. října 2011 a hostoval zde do konce sezóny. V létě 2012 s Buffalem předčasně ukončil tříletou smlouvu a uzavřel kontrakt s českobudějovickým klubem na jeden rok. Po odchodu extraligového Mountfieldu z Českých Budějovic do Hradce Králové v červnu 2013 začal pomáhat skupině odchovanců, kteří nakonec získali licenci na 1. ligu. Za nově vzniklý tým HC Motor České Budějovice nastupoval v 1. lize v ročníku 2013/2014 jako kapitán. Po této sezóně ukončil aktivní sportovní kariéru.

## Ocenění a úspěchy
- 2003 NHL - Nováček měsíce ledna
- 2008 MS - Top tří hráčů týmu

## Prvenství

### ČHL
- Debut - 2. září 1997 (HC Becherovka Karlovy Vary proti HC České Budějovice)
- První asistence - 7. září 1997 (HC České Budějovice proti HC Slavia Praha)
- První gól - 14. září 1997 (HC České Budějovice proti HC Chemopetrol Litvínov, brankáři Zdeňku Orctovi)
- První hattrick - 25. února 2001 (HC Vítkovice proti HC České Budějovice)

### NHL
- Debut - 12. listopadu 2001 (Florida Panthers proti Buffalo Sabres)
- První asistence - 12. listopadu 2001 (Florida Panthers proti Buffalo Sabres)
- První gól - 19. března 2002 (Buffalo Sabres proti Ottawa Senators, brankáři Patrick Lalime)

## Klubová statistika
| Sezóna       | Klub                        | Soutěž       |     | Základní část | Základní část | Základní část | Základní část | Základní část |   | Play off | Play off | Play off | Play off | Play off |
| Sezóna       | Klub                        | Soutěž       | Z   | G             | A             | B             | TM            | Z             | G | A        | B        | TM       |          |          |
| 1997/1998    | HC České Budějovice         | ČHL          | 47  | 9             | 7             | 16            | 14            | —             | — | —        | —        | —        |          |          |
| 1998/1999    | HC České Budějovice         | ČHL          | 41  | 8             | 13            | 21            | 16            | 3             | 0 | 0        | 0        | 0        |          |          |
| 1999/2000    | HC České Budějovice         | ČHL          | 43  | 7             | 12            | 19            | 34            | —             | — | —        | —        | —        |          |          |
| 1999/2000    | HC Vajgar Jindřichův Hradec | 1.ČHL        | 2   | 2             | 2             | 4             | 2             | —             | — | —        | —        | —        |          |          |
| 2000/2001    | HC České Budějovice         | ČHL          | 52  | 19            | 29            | 48            | 54            | —             | — | —        | —        | —        |          |          |
| 2001/2002    | Rochester Americans         | AHL          | 68  | 18            | 25            | 43            | 55            | 1             | 0 | 0        | 0        | 0        |          |          |
| 2001/2002    | Buffalo Sabres              | NHL          | 13  | 1             | 3             | 4             | 2             | —             | — | —        | —        | —        |          |          |
| 2002/2003    | Rochester Americans         | AHL          | 8   | 0             | 2             | 2             | 4             | —             | — | —        | —        | —        |          |          |
| 2002/2003    | Buffalo Sabres              | NHL          | 68  | 21            | 14            | 35            | 30            | —             | — | —        | —        | —        |          |          |
| 2003/2004    | Buffalo Sabres              | NHL          | 62  | 15            | 11            | 26            | 41            | —             | — | —        | —        | —        |          |          |
| 2004/2005    | Bílí Tygři Liberec          | ČHL          | 25  | 8             | 8             | 16            | 46            | 12            | 2 | 5        | 7        | 12       |          |          |
| 2005/2006    | Buffalo Sabres              | NHL          | 82  | 25            | 37            | 62            | 62            | 18            | 4 | 7        | 11       | 8        |          |          |
| 2006/2007    | Buffalo Sabres              | NHL          | 66  | 16            | 22            | 38            | 62            | 16            | 2 | 2        | 4        | 8        |          |          |
| 2007/2008    | Buffalo Sabres              | NHL          | 79  | 23            | 20            | 43            | 58            | —             | — | —        | —        | —        |          |          |
| 2008/2009    | Buffalo Sabres              | NHL          | 56  | 13            | 19            | 32            | 28            | —             | — | —        | —        | —        |          |          |
| 2008/2009    | Edmonton Oilers             | NHL          | 19  | 7             | 4             | 11            | 6             | —             | — | —        | —        | —        |          |          |
| 2009/2010    | New York Rangers            | NHL          | 45  | 8             | 14            | 22            | 38            | —             | — | —        | —        | —        |          |          |
| 2009/2010    | Calgary Flames              | NHL          | 26  | 3             | 2             | 5             | 29            | —             | — | —        | —        | —        |          |          |
| 2010/2011    | Calgary Flames              | NHL          | 26  | 4             | 2             | 6             | 8             | —             | — | —        | —        | —        |          |          |
| 2010/2011    | Abbotsford Heat             | AHL          | 25  | 6             | 12            | 18            | 10            | —             | — | —        | —        | —        |          |          |
| 2011/2012    | HC Mountfield               | ČHL          | 30  | 8             | 16            | 24            | 20            | 5             | 1 | 3        | 4        | 0        |          |          |
| 2012/2013    | HC Mountfield               | ČHL          | 51  | 14            | 22            | 36            | 70            | 5             | 0 | 1        | 1        | 16       |          |          |
| 2013/2014    | HC Motor České Budějovice   | 1.ČHL        | 51  | 16            | 15            | 31            | 38            | 2             | 1 | 1        | 2        | 0        |          |          |
| Celkem v NHL | Celkem v NHL                | Celkem v NHL | 542 | 136           | 148           | 284           | 348           | 34            | 6 | 9        | 15       | 16       |          |          |
| Celkem v ČHL | Celkem v ČHL                | Celkem v ČHL | 289 | 73            | 107           | 180           | 254           | 25            | 3 | 9        | 12       | 28       |          |          |

## Reprezentace
| Rok                    | Tým                    | Soutěž                 | Z  | G | A | B  | TM |
| ---------------------- | ---------------------- | ---------------------- | -- | - | - | -- | -- |
| 1998                   | Česko 20               | MSJ                    | 7  | 3 | 1 | 4  | 0  |
| 2006                   | Česko                  | OH                     | 4  | 0 | 0 | 0  | 0  |
| 2008                   | Česko                  | MS                     | 7  | 5 | 2 | 7  | 0  |
| 2009                   | Česko                  | MS                     | 7  | 2 | 1 | 3  | 4  |
| Seniorská reprezentace | Seniorská reprezentace | Seniorská reprezentace | 18 | 7 | 3 | 10 | 4  |